# Polyommatus sultan
Polyommatus sultan är en fjärilsart som beskrevs av Lang 1884. Polyommatus sultan ingår i släktet Polyommatus och familjen juvelvingar. Inga underarter finns listade i Catalogue of Life.